# Ґарроча
Ґарро́ча — район (кумарка) Каталонії (кат. Garrotxa). Столиця району — м. Улот (кат. Olot).

## Фото

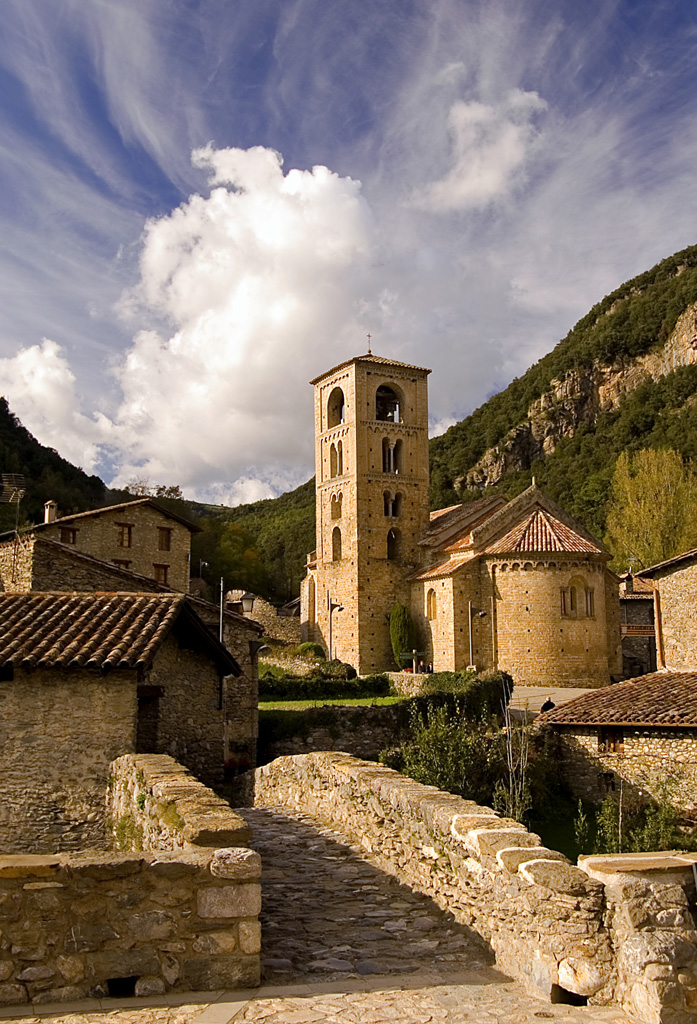
Церква Св. Христофора (Сан Крісто́фул) у м. Бажет
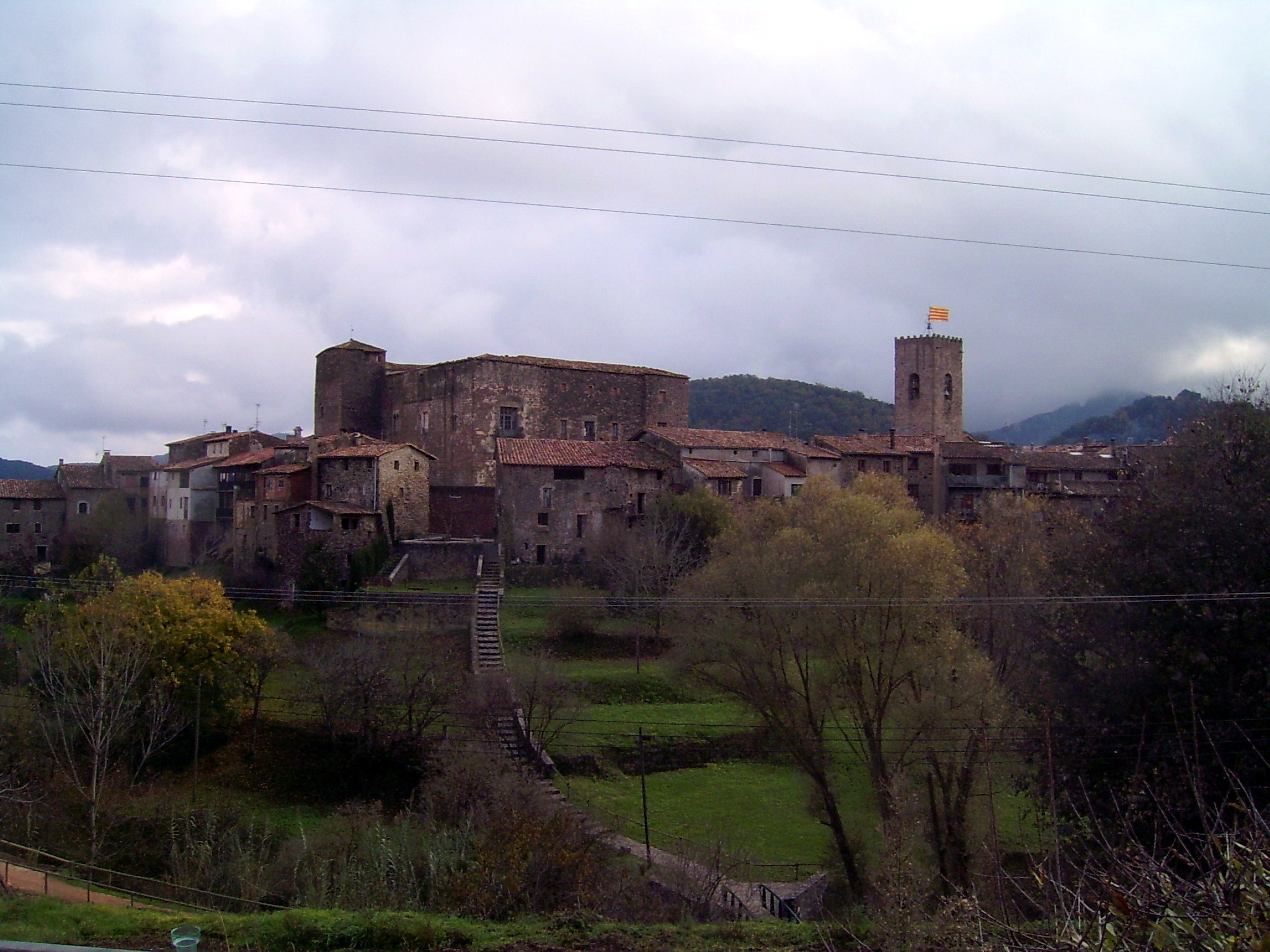
Засок у м. Санта-Пау

## Муніципалітети
- Аржелаге (кат. Argelaguer) — населення 205 осіб;
- Базалу (кат. Besalú) — населення 2480 осіб;
- Беуза (кат. Beuda) — населення 182 особи;
- Кастельфуліт-да-ла-Рока (кат. Castellfollit de la Roca) — населення 407 осіб;
- Ла-Баль-да-Біанья (кат. Vall de Bianya, la) — населення 191 особа;
- Ла-Баль-д'ан-Бас (кат. Vall d'en Bas, la) — населення 299 осіб;
- Лас-Планас-д'Устолас (кат. Planes d'Hostoles, les) — населення 364 особи;
- Лас-Презас (кат. Preses, les) — населення 163 особи;
- Майа-да-Монкал (кат. Maià de Montcal) — населення 246 осіб;
- Міерас (кат. Mieres) — населення 2.431 особа;
- Монтагут-і-Ош (кат. Montagut i Oix) — населення 353 особи;
- Ріузаура (кат. Riudaura) — населення 3.222 особи;
- Салас-да-Ліерка (кат. Sales de Llierca) — населення 520 осіб;
- Сан-Жаума-да-Ліерка (кат. Sant Jaume de Llierca) — населення 839 осіб;
- Сан-Жуан-лас-Фонс (кат. Sant Joan les Fonts) — населення 251 особа;
- Сант-Аніол-да-Фінестрас (кат. Sant Aniol de Finestres) — населення 1.002 особи;
- Санта-Пау (кат. Santa Pau) — населення 5.734 особи;
- Сан-Фаліу-да-Пальєролс (кат. Sant Feliu de Pallerols) — населення 748 осіб;
- Сан-Фарріол (кат. Sant Ferriol) — населення 490 осіб;
- Турталя (кат. Tortellà) — населення 438 осіб;
- Улот (кат. Olot) — населення 591 особа.